# Arnie Ferrin
Pour les articles homonymes, voir Ferrin.
Chariton Arnold Ferrin, dit Arnie Ferrin, né le 29 juillet 1925 à Salt Lake City dans l'Utah et mort le 27 décembre 2022, est un joueur américain de basket-ball. Il évolue durant sa carrière aux postes d'arrière et d'ailier.

## Palmarès
- Champion NCAA 1944
- Champion National Invitation Tournament 1947
- Most Outstanding Player 1944
- Champion BAA 1949
- Champion NBA 1950